# Nematonereis contorta
Nematonereis contorta är en ringmaskart som beskrevs av Jean Louis Armand de Quatrefages de Bréau 1866. Nematonereis contorta ingår i släktet Nematonereis och familjen Eunicidae. Inga underarter finns listade i Catalogue of Life.